# Павао Штоос
Павал Штоос (10 грудня 1806 — 30 березня 1862) — хорватський поет, священник і гуманіст.
Після вивчення теології в Загребі, Павал недовго служив секретарем єпископа, а з 1842 став пастором Покупського приходу.
Штоос — відомий хорватський патріот. Він чітко сформулював свої побоювання, що іноземний гніт приводить до денаціоналізації (vre i svoj jezik zabit Horvati hote ter drugi narod postati). Прославився завдяки елегії Kip domovine vu početku leta 1831, разом із Людевитом Гаєм був співавтором журналу Даніца. Штоос песимістично ставився до сучасних йому політичних та культурних рухів, бачачи країну, наче в пастці в темряві підземелля. (srce od plača ne mrem zdržati).

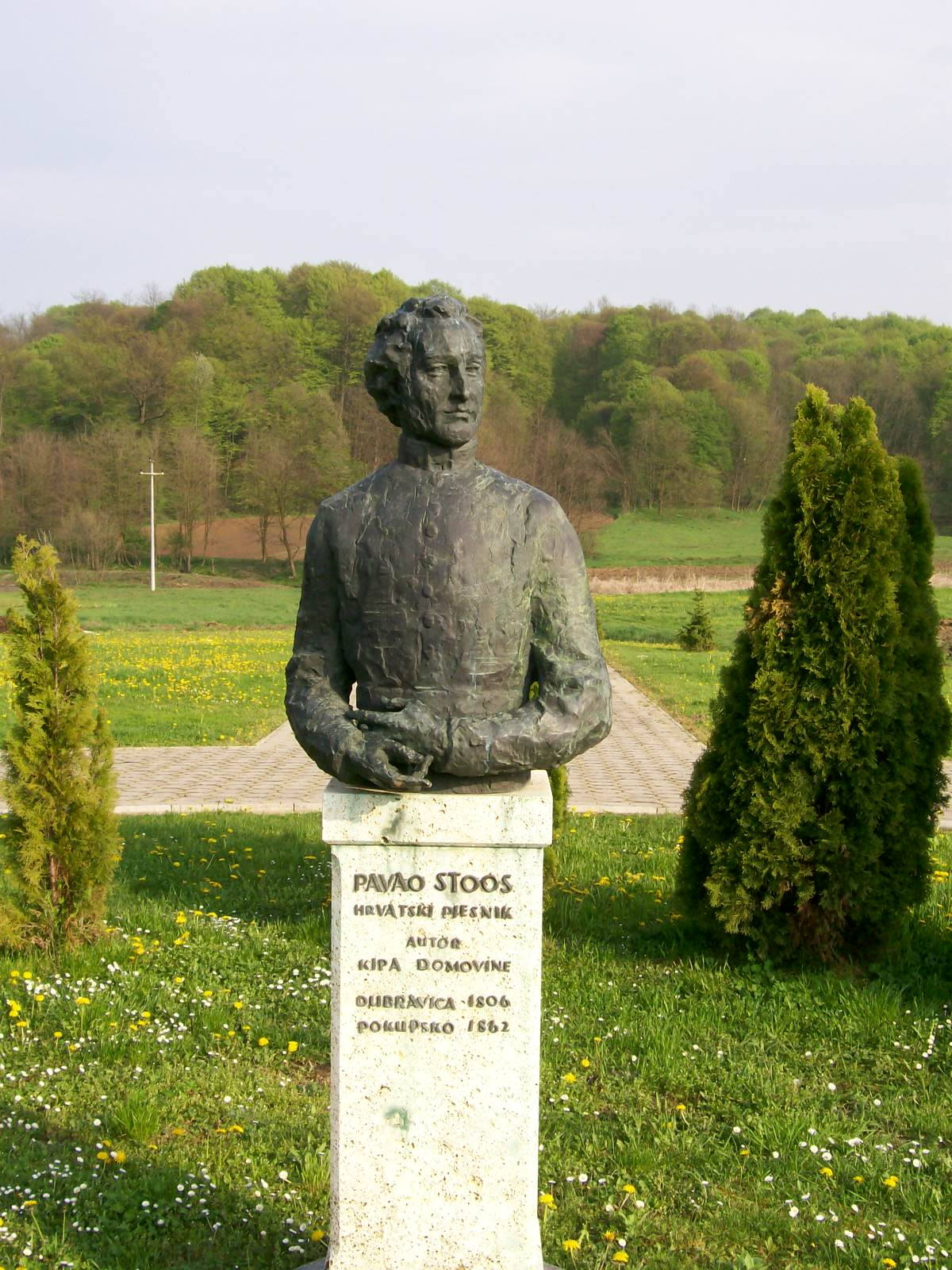
Павал Штоос, пам'ятник у рідній Дубравиці

Окрім літератури він також займався музикою і опублікував у 1858 Kitice srkvenih pjesama s napjevima. Він є автором пісні «Poziv u kolo ilirsko».
1862 року його було призначено Загребським каноніком, але він помер раніше, ніж встиг офіційно отримати титул.